# Zu
Zu — італійський інструментальний експериментальний гурт.

## Учасники
Теперішні
- Лука Т. Май — саксофон.
- Массімо Пупільйо — бас.
- Ґабе Сербіан — ударні.

Колишні
- Джасопо Батталья — ударні

## Дискографія
- 1999 — Bromio
- 2000 — The Zu Side of the Chadbourne
- 2001 — Motorhellington
- 2002 — Igneo
- 2003 — Live in Helsinki
- 2004 — Radiale
- 2004 — Eccentrics, Issue #1 Hinterlandt/Zu/Can Can Heads
- 2005 — The Way of the Animal Powers
- 2005 — How to Raise an Ox
- 2005 — Zu/Dälek
- 2006 — Rai Sanawachi Koe Wo Hassu
- 2006 — Zu/Iceburn — PhonoMetak 10" Series No. 1
- 2007 — Identification with the Enemy: A Key to the Underworld
- 2008 — Il Teatro degli Orrori/Zu
- 2008 — Zu/Xabier Iriondo/Damo Suzuki — PhonoMetak 10" Series No. 4
- 2009 — Carboniferous
- 2014 — Goodnight, civilization EP
- 2014 — Zu & Eugene Robinson — The Left Hand Path
- 2015 — Cortar Todo
- 2017 — Jhator
- 2018 — ZU93 Mirror Emperor
- 2019 — Terminalia Amazonia